# Faux-Fresnay
Faux-Fresnay település Franciaországban, Marne megyében. Lakosainak száma 330 fő (2022. január 1.). Faux-Fresnay Plancy-l’Abbaye, Salon, Angluzelles-et-Courcelles, Corroy, Courcemain, Gourgançon, Saint-Saturnin és Thaas községekkel határos.

## Népesség
A település népességének változása:
| Lakosok száma | 410  | 351  | 355  | 345  | 349  | 340  | 318  | 308  | 305  | 330  |
|               | 1968 | 1982 | 1990 | 2006 | 2013 | 2015 | 2017 | 2019 | 2020 | 2022 |